# Franciszek Żmurko
Franciszek Józef Jan Żmurko (ur. 18 lipca 1859 we Lwowie, zm. 9 października 1910 w Warszawie) – polski malarz salonowy. Tematyką jego obrazów były portrety, półakty, głowy kobiet, kompozycje antyczne, scenki egzotyczne, historyczne, religijne i symboliczne. Znany głównie jako twórca aktów i zmysłowych portretów kobiecych, utrzymanych w ciepłym kolorycie.

## Życiorys
Był synem Wawrzyńca Żmurki, profesora matematyki na Uniwersytecie Lwowskim. Pierwsze lekcje rysunku pobierał u Franciszka Tepy we Lwowie. W 1876 rozpoczął edukację w krakowskiej Szkole Sztuk Pięknych pod kierunkiem Jana Matejki, następnie wyjechał do Wiednia, gdzie początkowo studiował w Akademii, a później samodzielnie. W październiku 1876 wyjechał do Monachium, gdzie przez pół roku 1877 kształcił się w pracowni Sándora Wagnera (26 X 1876 r. zgłosił się do Techn. Malklasse) na Akademii Sztuk Pięknych. W 1880 zamieszkał w Krakowie. W 1882 osiadł w Warszawie.

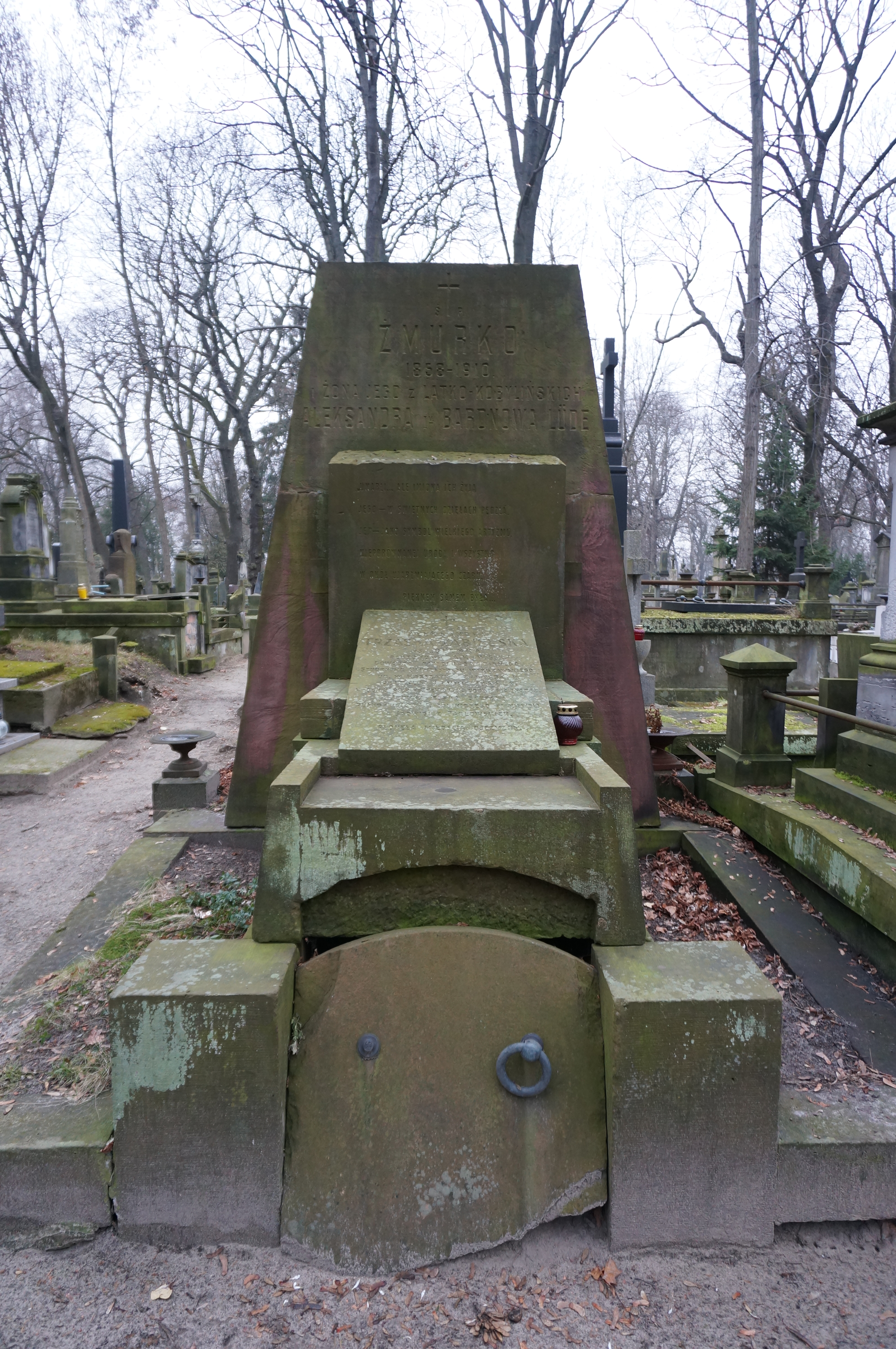
Grób Franciszka Żmurki i Aleksandry Lüde na cmentarzu Powązkowskim

Swoje prace wystawiał w Salonie Aleksandra Krywulta (1881, 1883), galerii Towarzystwa Zachęty Sztuk Pięknych w Warszawie, w Towarzystwie Przyjaciół Sztuk Pięknych w Krakowie (1880, 1888, 1894–1895, 1900, 1902) oraz na wystawach międzynarodowych w Paryżu, Londynie, Chicago, San Francisco.
Inspiracją dla twórczości Żmurki były kobiety. W jego obrazach przeważała tematyka starotestamentowa, orientalna i antyczna, typowa dla sztuki akademickiej (np. Napój miłosny, 1879; Z rozkazu padyszacha, 1881; Nubijczyk, 1884; Laudamus feminam, 1900). Eksperymentował też z estetyką postimpresjonistyczną (Dama z parasolką na tle Ojcowa, 1887; Ogródek artysty, 1895) i secesyjną (Lilie, 1896; Portret młodej kobiety, 1896).
Artysta był ceniony nie tylko w Polsce, ale i w całej Europie, a zamówienia otrzymywał nawet z Ameryki. Z czasem jednak, jak twierdził historyk sztuki Dariusz Konstantynów, „jego sztuka uległa zmanierowaniu i w opinii historyków sztuki na długie dziesięciolecia stała się synonimem artystycznej rutyny i złego gustu”.
Został pochowany na cmentarzu Powązkowskim (kwatera E-2-29/30). Na jego wystawie pośmiertnej w TZSP (1911) pokazano ponad 150 obrazów.

## Życie prywatne
Jego żoną była aktorka Aleksandra Lüde.

## Galeria

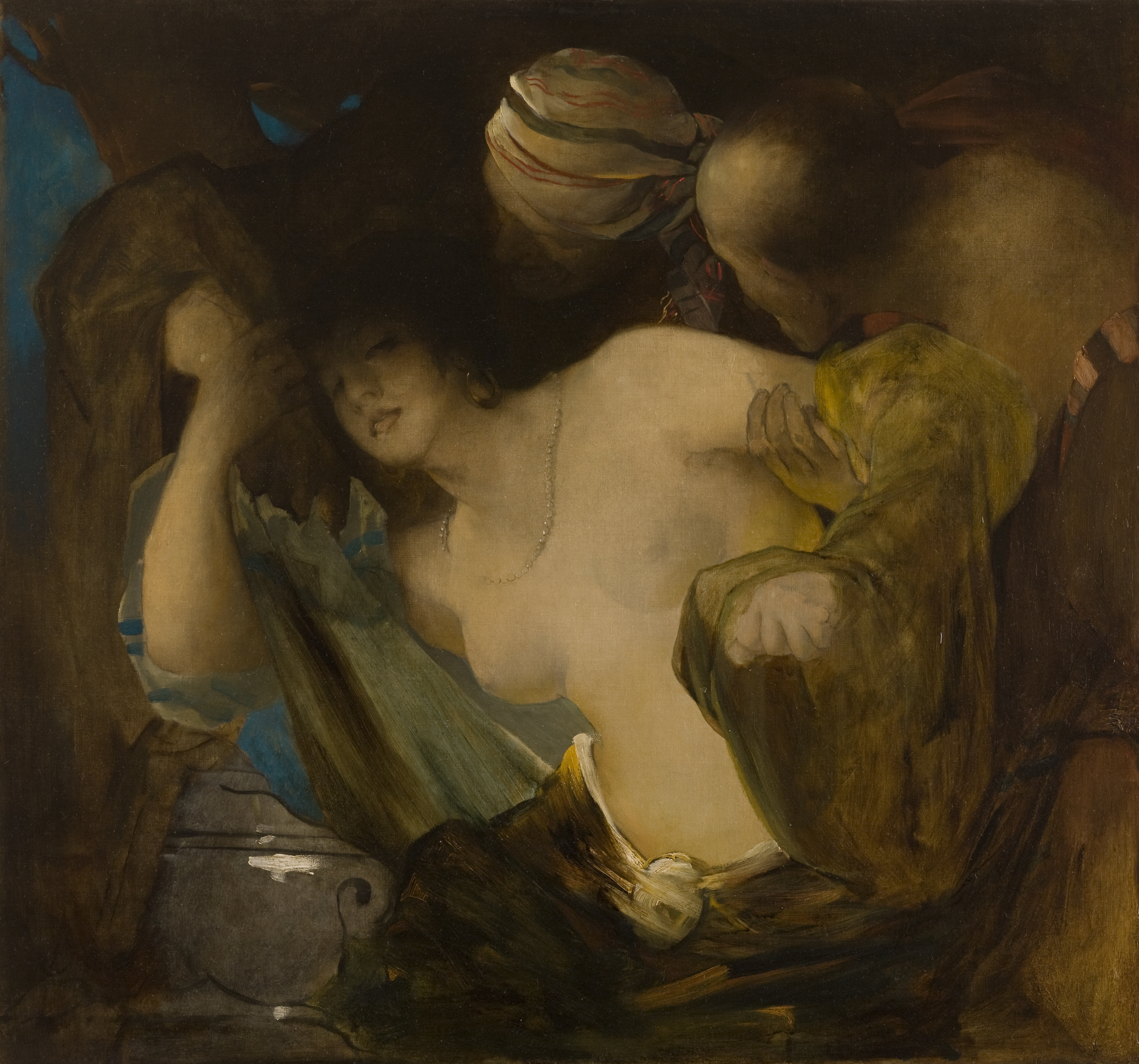
Zuzanna i starcy, 1879, Muzeum Narodowe w Krakowie
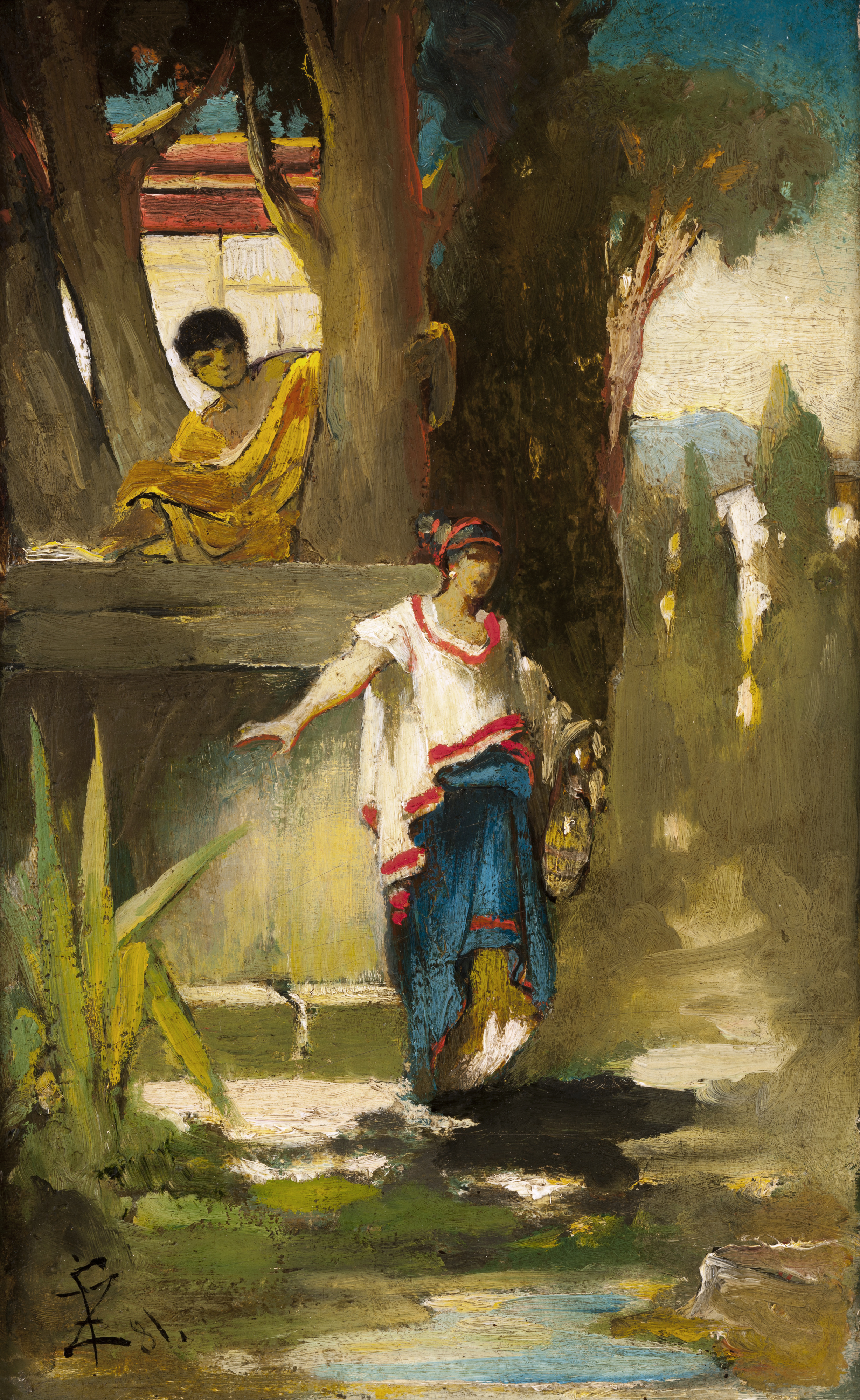
Rzymianka u studni, 1881, Muzeum Narodowe w Krakowie
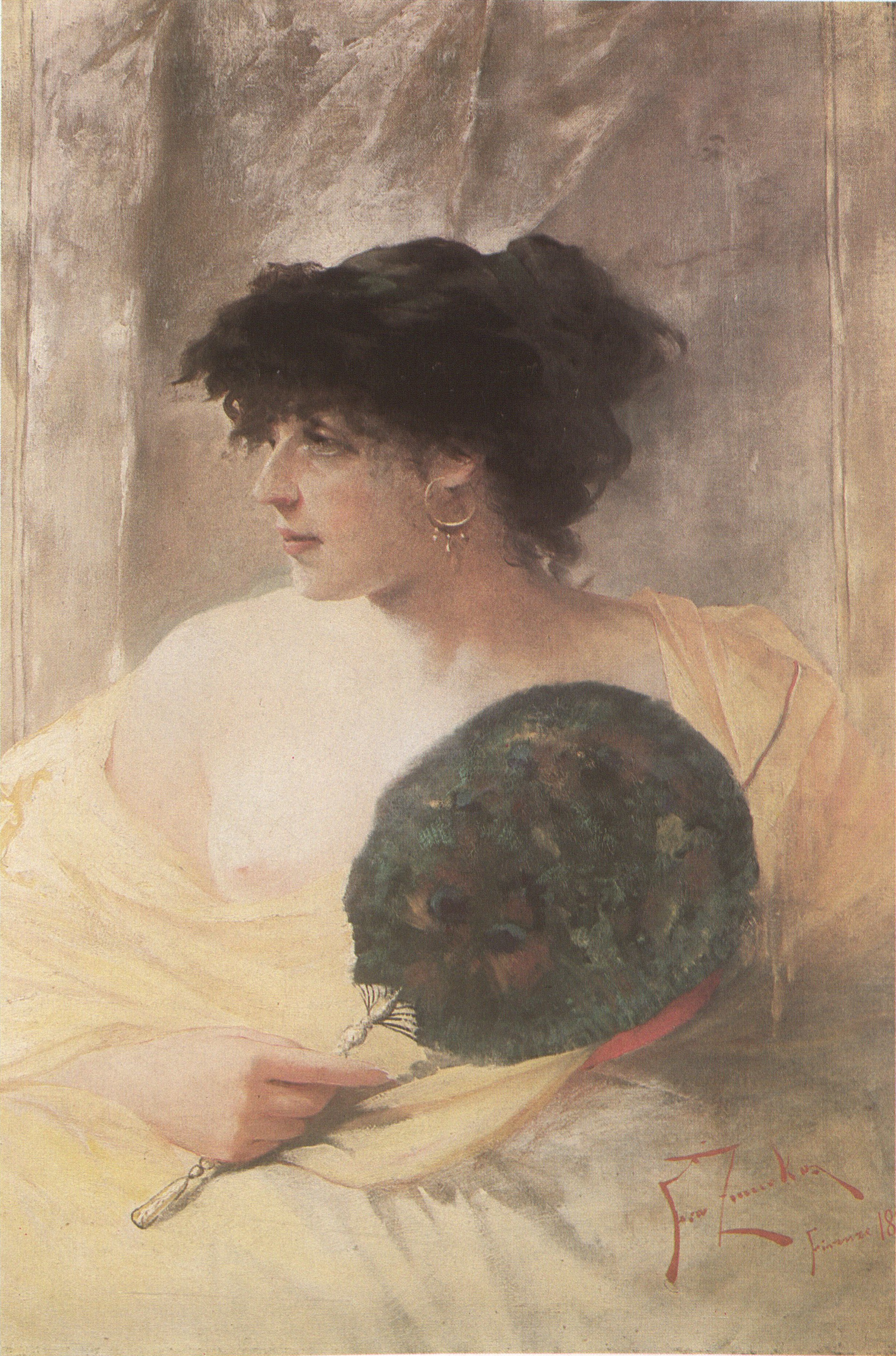
Kobieta z wachlarzem, 1884, olej na płótnie, 74x51 cm, Muzeum Narodowe w Warszawie
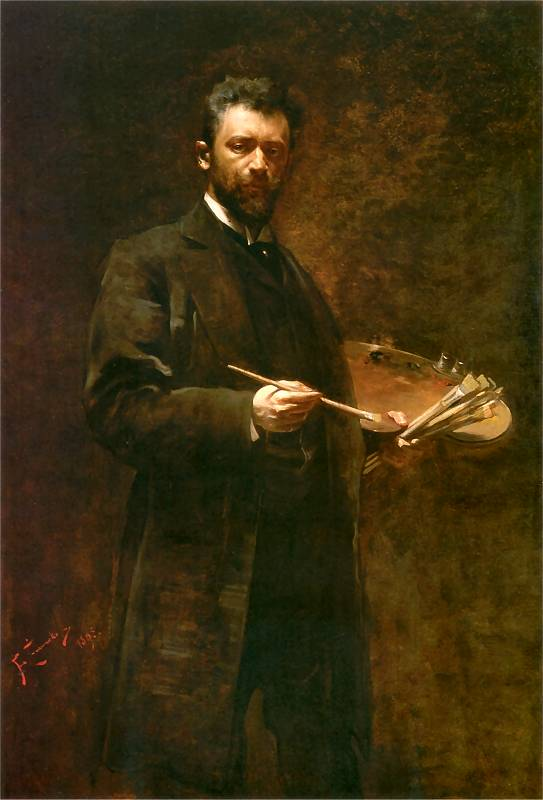
Autoportret, 1895, olej na płótnie, 160 x 110,5 cm, Muzeum Narodowe w Warszawie
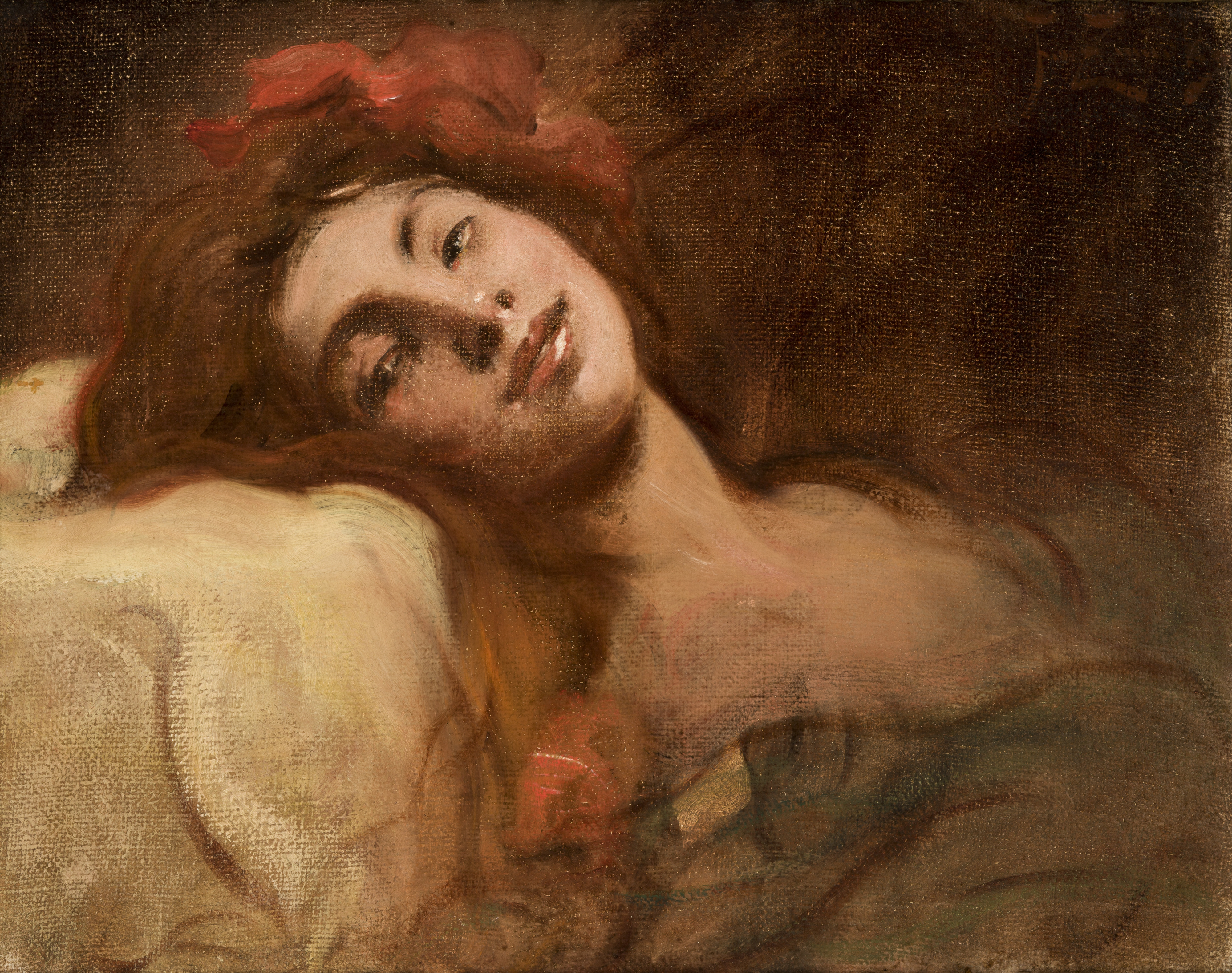
Studium głowy kobiecej, 1900, Muzeum Narodowe w Krakowie
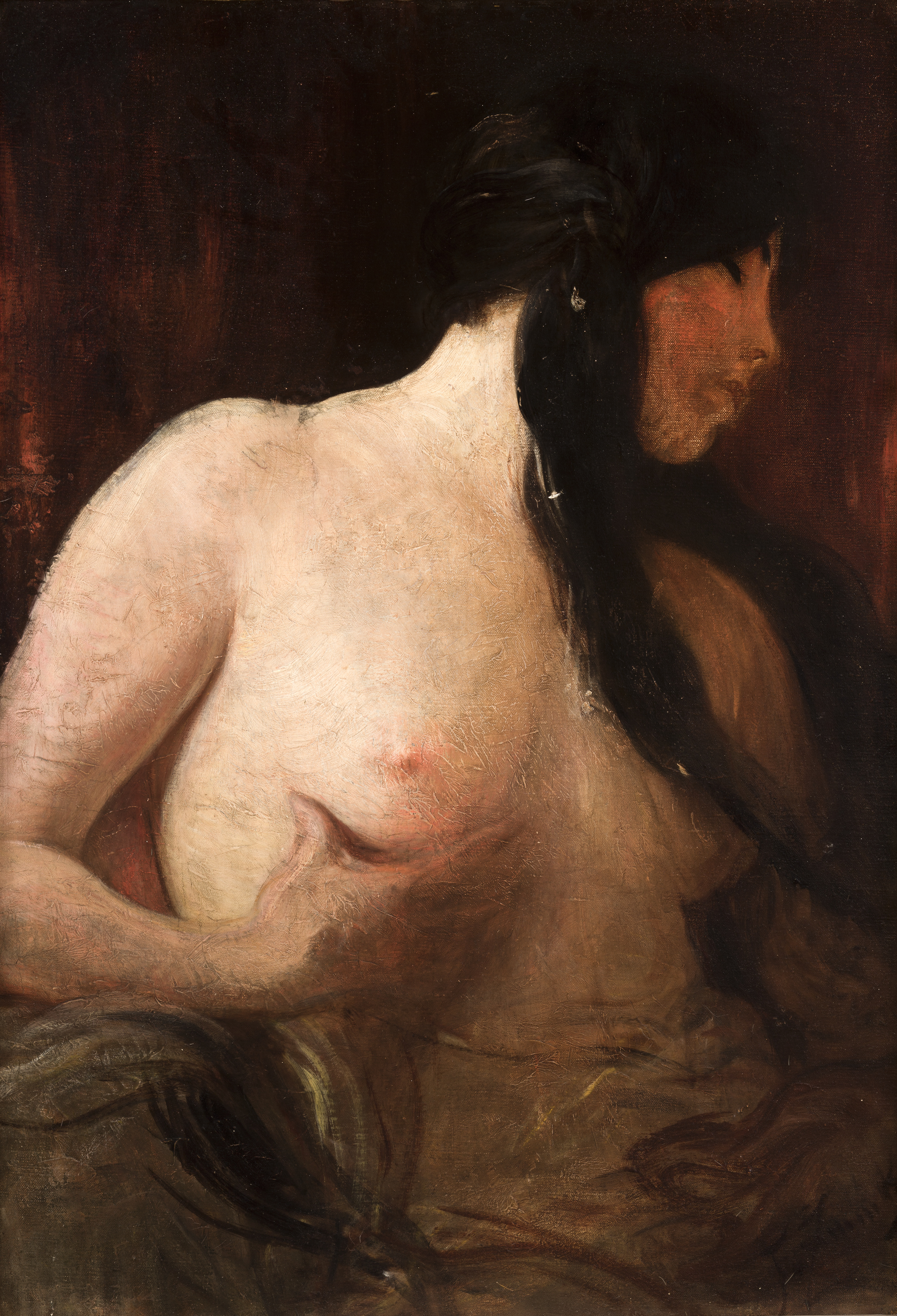
Czarne warkocze, 1907, Muzeum Narodowe w Krakowie